# احمدآباد (کوشک)
احمدآباد یک روستا در ایران است که در دهستان کوشک (اندیکا) واقع شده‌است.	